# Mattoni
Pour les articles homonymes, voir Mattoni.

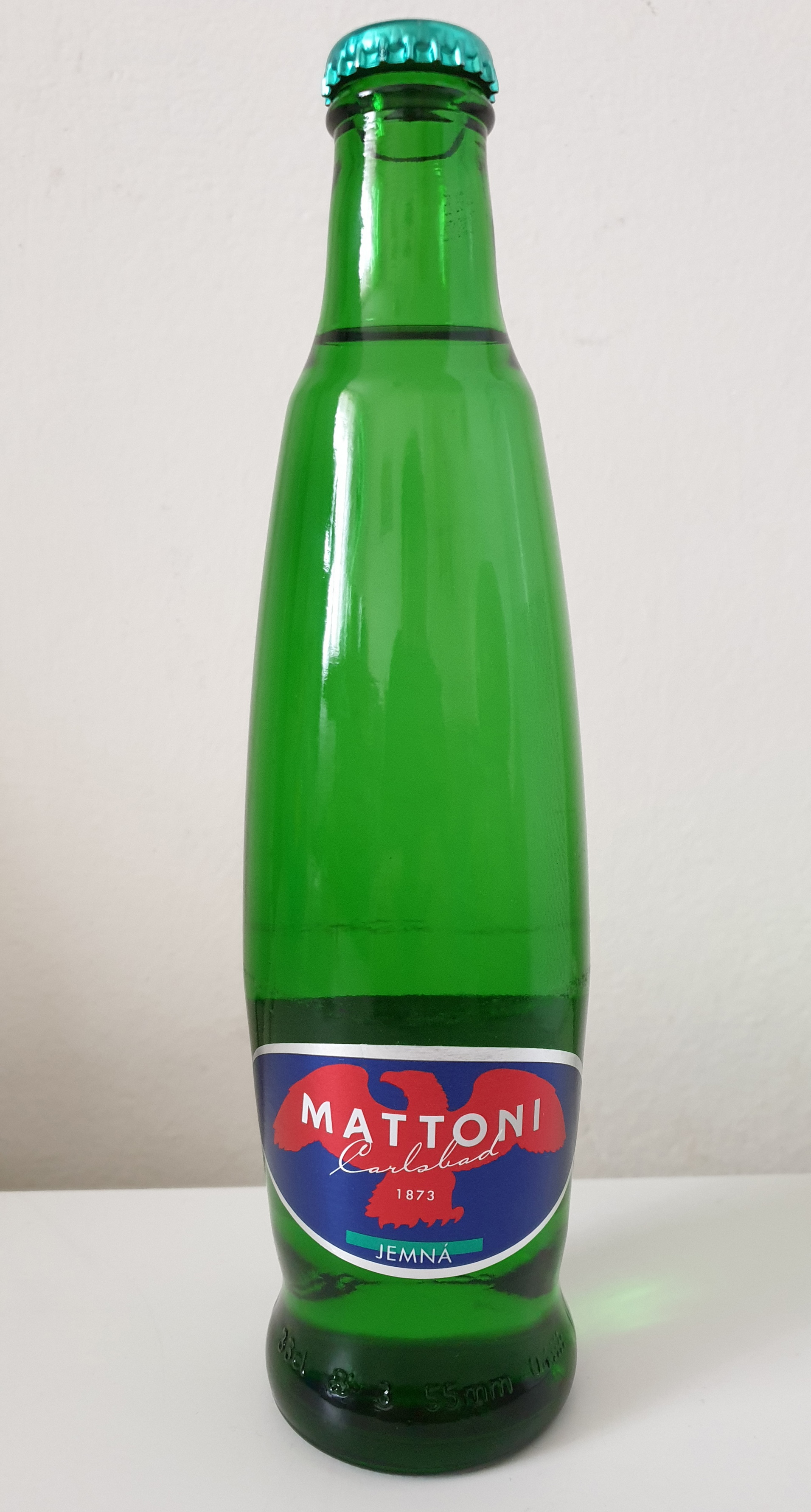
Verre d'eau minérale Mattoni

Mattoni est une eau minérale gazeuse tchèque qui provenait à l'origine d'une source située dans la ville thermale de Kyselka, près de Carlsbad (Karlovy Vary en tchèque). En raison de sa grande popularité, il n'existe aujourd'hui qu'une usine d'embouteillage à Kyselka, l'entreprise ne mentionnant pas les sources d'où l'eau est tirée,.
L'histoire de la marque Mattoni débute en 1864 quand Heinrich Mattoni (1830-1910) rachète au comte de Neuberg l'usine d'embouteillage de Kyselka, près de la station thermale de Karlovy Vary ou Carlsbad, en Bohême occidentale. Il modernise l'installation et développe la distribution des bouteilles, désormais labellisées Mattoni. L'eau rencontre un succès rapide et compte dans les plus connues en Europe dès les années 1880. À la mort d'Heinrich Mattoni, 10 millions de bouteilles sont exportées chaque année.
La marque Mattoni appartient désormais à la société Karlovarské Minerální Vody (Eaux Minérales de Karlovy Vary), le plus gros producteur d'eau minérale en République tchèque. La marque se développe avec le lancement d'eaux gazeuses aromatisées ou de nouveaux packagings en plus de la formule classique.
Le groupe vend également les marques Magnesia et Aquila.
Sous l'Allemagne nazie, Heinrich Himmler met l'eau minérale Mattoni au service de ses projets pour la SS.
Cependant, la source originale à partir de laquelle l'eau minérale Matonni a été mise en bouteille à l'origine existe toujours dans le village. Tout le monde peut venir y puiser gratuitement des quantités illimitées d'eau pour son usage personnel.